# Josephine Schneider-Foerstl
Josephine Schneider-Foerstl (auch: Josefine Schneider-Foerstl, Jo Schneider-Foerstl; * 6. September 1885 in Rabenstein/Bayerischer Wald als Josephine Foerstl; † 1973) war eine deutsche Schriftstellerin.

## Leben
Josephine Schneider-Foerstl war die Tochter eines Lehrers. Sie war als Deutschlehrerin tätig. Seit 1909 war sie mit Emil Schneider verheiratet; aus dieser Ehe gingen drei Kinder hervor. Ab Mitte der 1920er Jahre veröffentlichte sie zahlreiche Unterhaltungsromane, die vorwiegend dem Genre des Frauenromans angehören. Josephine Schneider-Foerstl war bis in die Sechzigerjahre als Schriftstellerin tätig.

## Werke
- Aus der Urne des Lebens, Kallmünz 1924
- Unter der Geißel des Lebens, Werdau i. Sa. 1925
- Vom Leben gehetzt, Werdau i. Sa. 1925
- Die Liebe des Geigerkönigs Radanyi, Werdau i.S. 1926
- Märtyrer der Liebe, Leipzig 1926
- Hüttenpack, Werdau i. Sa. 1927
- Die andere Generation, Werdau i. Sa. 1928
- Hans Helbings spätes Glück, Werdau i. Sa. 1928
- Lache Bajazzo!, Werdau i. Sa. 1928
- Das Erbe des Herrn von Anstetten, Werdau i. Sa. 1929
- Der Flüchtling, Werdau i. Sa. 1929
- Die internationale Dreizehn, Werdau i. Sa. 1929
- Die Söhne der Julia Lindholm, Baden-Baden 1929
- Erkämpftes Glück, Werdau i. S. 1930
- Helene Chlodwigs Schuld und Sühne, Werdau i. Sa. 1930
- Wenn die Heimat ruft, Baden-Baden 1930
- Wenn Menschen auseinandergehen, Werdau i. Sa. 1930
- Das Schicksal spricht das letzte Wort, Werdau 1931
- Als er wiederkam, Werdau 1932
- Die Klausenhofer und ihre Nachbarn, Werdau 1932
- Wenn Töchter Frauen werden, Werdau 1932
- Dr. Grudes Ehe, Werdau 1933
- Die Kette der Ahnen, Werdau 1933
- Die Siegerin, Werdau 1933
- Die Ifflandstöchter und ihre Freier, Werdau 1934
- Sie hatt' einen Kameraden, Werdau 1934
- Wissen Sie noch, Herr Rechtsanwalt?, Werdau 1934
- Die Seefrau, Werdau 1935
- Wetterwarte meldet Föhn, Werdau 1935
- Ganze Kerle, Werdau 1936
- Kind, komm heim!, Werdau 1936
- Der Sohn aus erster Ehe, Werdau 1936
- Verfluchtes Gold!, Werdau 1936
- Das Erbe vom Freigrafenhof, Werdau 1937
- Ich bin nur ein armer Wandergesell, Werdau 1937
- Ratten in Rosario, Werdau 1937
- Anitas Wahl, Werdau 1938
- Der Fischer vom Gosausee, Werdau 1938
- Jutta zwischen den Brüdern, Werdau 1938
- ... das soll der Mensch nicht trennen, Werdau i. Sa. 1938
- Irrende Liebe, Werdau 1939
- Junge Herzen, Werdau 1939
- Die Reue der Barbara Jost, Werdau 1939
- Sommerrausch, Werdau 1939
- Es hat nicht sollen sein ...!, Werdau 1940
- Es kreuzten sich zwei Wege, Werdau 1941
- Kann Treue größer sein?, Werdau 1941
- Der ewige Narr, München 1949
- Glaub an mich!, München 1950
- "... Sag zum Abschied leise Servus", München 1950
- Wäre nicht der Neid der Menschen, München 1950
- Was mein einst war, München 1950
- Würfelspiel des Lebens, München 1950
- Was so ein Herz Geschichten macht, München 1953
- Des Herrgotts liebster Vagabund, Papenburg/Ems 1954
- Ich habe den Singerhof geerbt, München 1955
- Der Kreuzweg der Reue, Hann. Münden 1955
- Rosen aus Amsterdam, Stuttgart 1955
- Schweig – wenn das Schicksal spricht, Hann. Münden 1955
- Stimmen der Vergangenheit, München 1955
- Und war doch Liebe, Hann. Münden 1957
- Ewiges Gesetz der Treue, Hamburg-Wandsbek 1960
- Liebe, die wie Feuer brennt, München
  - 1 (1960)
  - 2 (1960)
- So rasch erlöschen Sterne, Papenburg 1960
- Ich warte auf dein Vertrauen, München 1961
- Besinne dich, Ursula, Hamburg-Wandsbek 1962
- In ihrem Kuß versank Kummer und Leid, München 1962
- Kleines Haus bringt großes Glück, Lichtenfels/Ofr. 1962
- Und alles ist anders gekommen, Stuttgart 1962
- Wenn Menschen schuldig werden, Stuttgart 1966